# Europejska Agencja Obrony
Europejska Agencja Obrony (ang. European Defence Agency, EDA) – jedna z agencji Unii Europejskiej, która została powołana do życia przez tzw. wspólne działanie Rady Unii Europejskiej 12 lipca 2004 roku (2004/551/WPZiB), w celu poprawy zdolności obronnych Unii Europejskiej, wsparcia badań naukowych, koordynacji zamówień rządów krajów członkowskich w zakresie uzbrojenia i przemysłu obronnego UE.

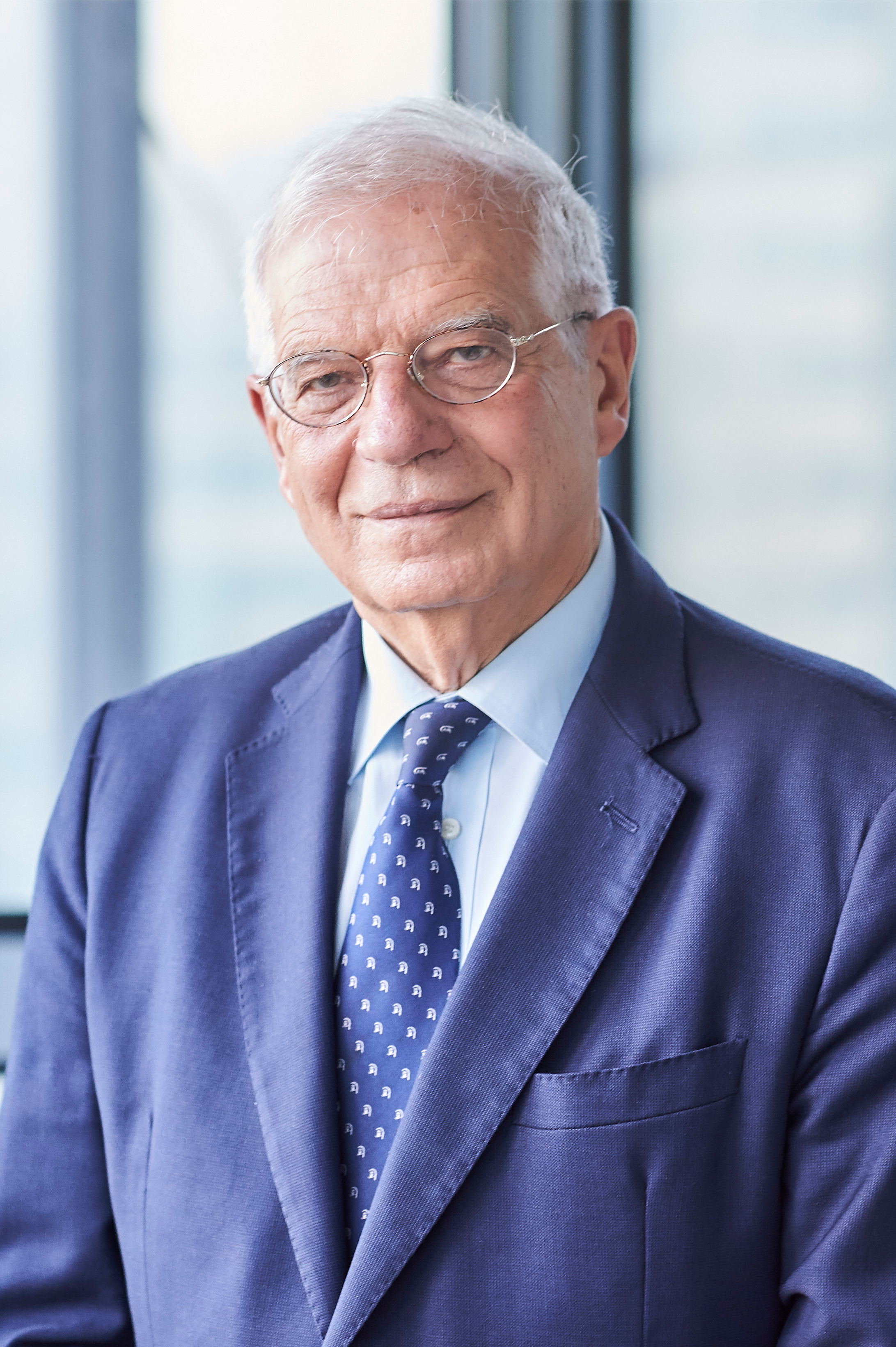
Josep Borrell - aktualny szef EAO, także Wysoki przedstawiciel Unii do spraw zagranicznych i polityki bezpieczeństwa

Agencja jest organizacją międzyrządową i działa w ramach jednolitej struktury instytucjonalnej UE. Agencja spełnia cztery podstawowe funkcje, którymi są: 
- określanie we współpracy z innymi instytucjami UE wymagań w zakresie rozwoju zdolności operacyjnych,
- promowanie i koordynacja procesu harmonizacji wymagań wojskowych,
- wsparcie dla wspólnych prac badawczo-rozwojowych
- proponowanie programów wielonarodowych w zakresie współpracy zbrojeniowej w Europie.

EDA dąży także do harmonizacji w ramach Unii Europejskiej przepisów i zasad dotyczących zakupów uzbrojenia i sprzętu wojskowego.
Agencja skupia państwa członkowskie UE z wyjątkiem Danii. Dania nie bierze udziału w realizacji Europejskiej Polityki Bezpieczeństwa i Obrony. Ma również podpisane porozumienia administracyjne z czterema państwami - Norwegią, Szwajcarią, Serbią oraz Ukrainą.
Organizacyjnie dzieli się na trzy dyrekcje merytoryczne:
- Dyrekcja ds. Przemysłu, Synergii i Aktywatorów (ISE)
- Dyrekcja ds. Zdolności, Uzbrojenia i Planowania (CAP)
- Dyrekcja ds. Badań, Technologii i Innowacji (RTI).

Nadzór nad pracami EAO sprawuje Rada ds. Zagranicznych (FAC) pod przewodnictwem Josepa Borrella (pełni on także funkcję szefa Agencji), w skład której wchodzą poszczególni ministrowie spraw zagranicznych państw członkowskich, zaś bieżącym zarządzaniem zajmuje się dyrektor naczelny. Na początku 2020 tymczasowo pełnił je Fin Olli Ruutu, który zastąpił Jorge Domecqa z Hiszpanii. 5 marca 2020 na to stanowisko mianowany został czeski urzędnik i dyplomata, Jiří Šedivý, który obejmie stanowisko w kwietniu 2020.